# 십자군 (크로아티아)

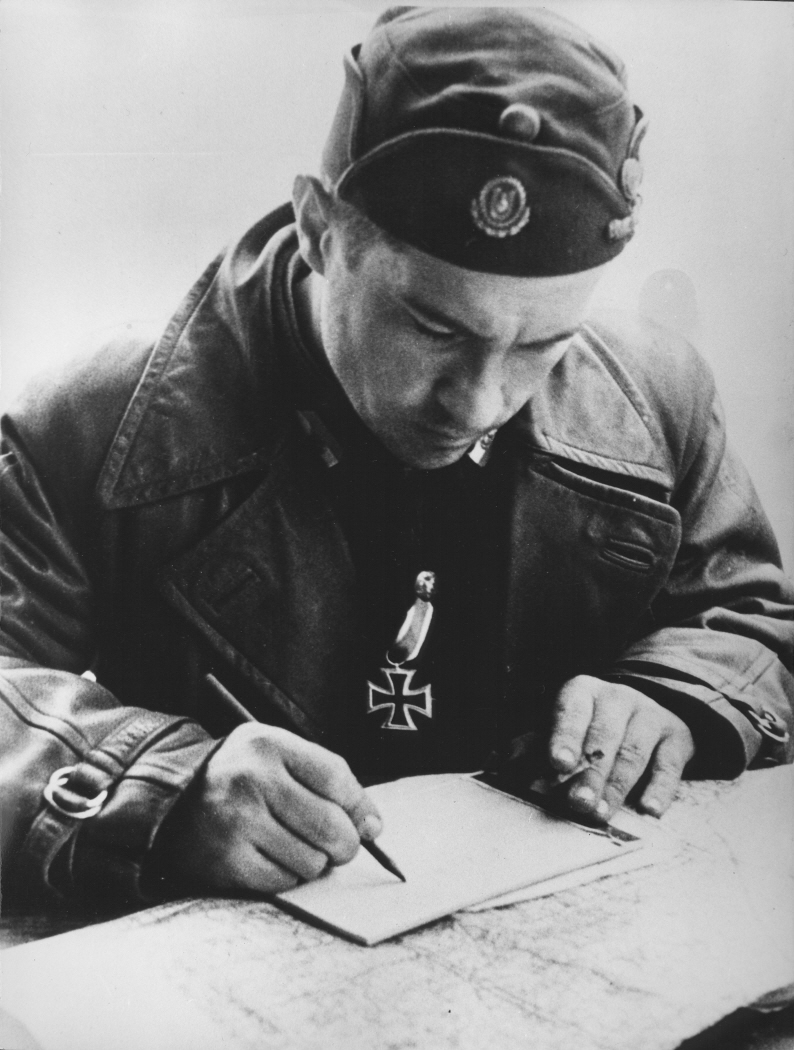
십자군의 지도자 베코슬라브 루부리치(Vjekoslav Luburić)

십자군(크로아티아어: Križari)은 크로아티아의 반공주의 유격대이다. 나치 독일의 괴뢰국인 크로아티아 독립국이 1945년 5월 멸망하면서 크로아티아 독립국의 주축을 이룬 파시스트 조직 우스타샤의 잔당들이 조직한 것이 십자군이다. 십자군의 활동은 1950년까지 계속되었다.

## 같이 보기
- 숲의 형제들